# Frontera entre l'Afganistan i l'Iran
La frontera entre l'Afganistan i l'Iran és la frontera de 936 kilòmetres en sentit est-oest que separa l'est de l'Iran (províncies de Razavi Khorasan, Khorasan Sud i Sistan i Balutxistan) de l'oest de l'Afganistan (províncies de Herat, Farah i Nimruz). Comença al nord amb el paral·lel 35° nord, al trifini Afganistan-Iran-Turkmenistan, va cap al sud, sobre el cabal del riu Hari i passa pel llac Hamun i acaba a l'altre trifini entre ambdós estats i el Pakistan, prop de la ciutat iraniana de Zahedan, al paral·lel 30º Nord.

## Història
Eles actuals Iran i Afganistan (de forma més significativa) foren disputats per l'Imperi Britànic i l'Imperi Rus en el segle xix, en l'anomenat Gran Joc. Alguns antics territoris perses foren dividits entre ambdues nacions en 1907. L'Iran va obtenir novament la independència com a Pèrsia en 1921, tot i que en 1935 passà a anomenar-se Iran. Afganistan es va mantenir sota tutela britànica des del 1880 fins que es va independitzar en 1919, definint així la frontera entre ambdues nacions.